# 愛さずにいられない (野口五郎の曲)
「愛さずにいられない」（あいさずにいられない）は、1973年10月21日に発売された野口五郎の10枚目のシングルである。

## 収録曲
- 全曲作詞：阿久悠／作曲・編曲：馬飼野俊一

1. 愛さずにいられない
2. 熱愛